# Palais Sfatul Țării
 Le Palais Sfatul Țării est un bâtiment à Chișinău, en Moldavie.

## Aperçu
Le bâtiment est situé près du centre de Chișinău . Il servait de lieu de rencontre au Sfatul Țării, l'assemblée qui proclama l'indépendance de la République démocratique moldave en 1917 puis l'Union avec la Roumanie en 1918. Le bâtiment a été fortement endommagé pendant la Seconde Guerre mondiale. Il abrite actuellement l'Académie de musique, de théâtre et des beaux-arts .

## Galerie

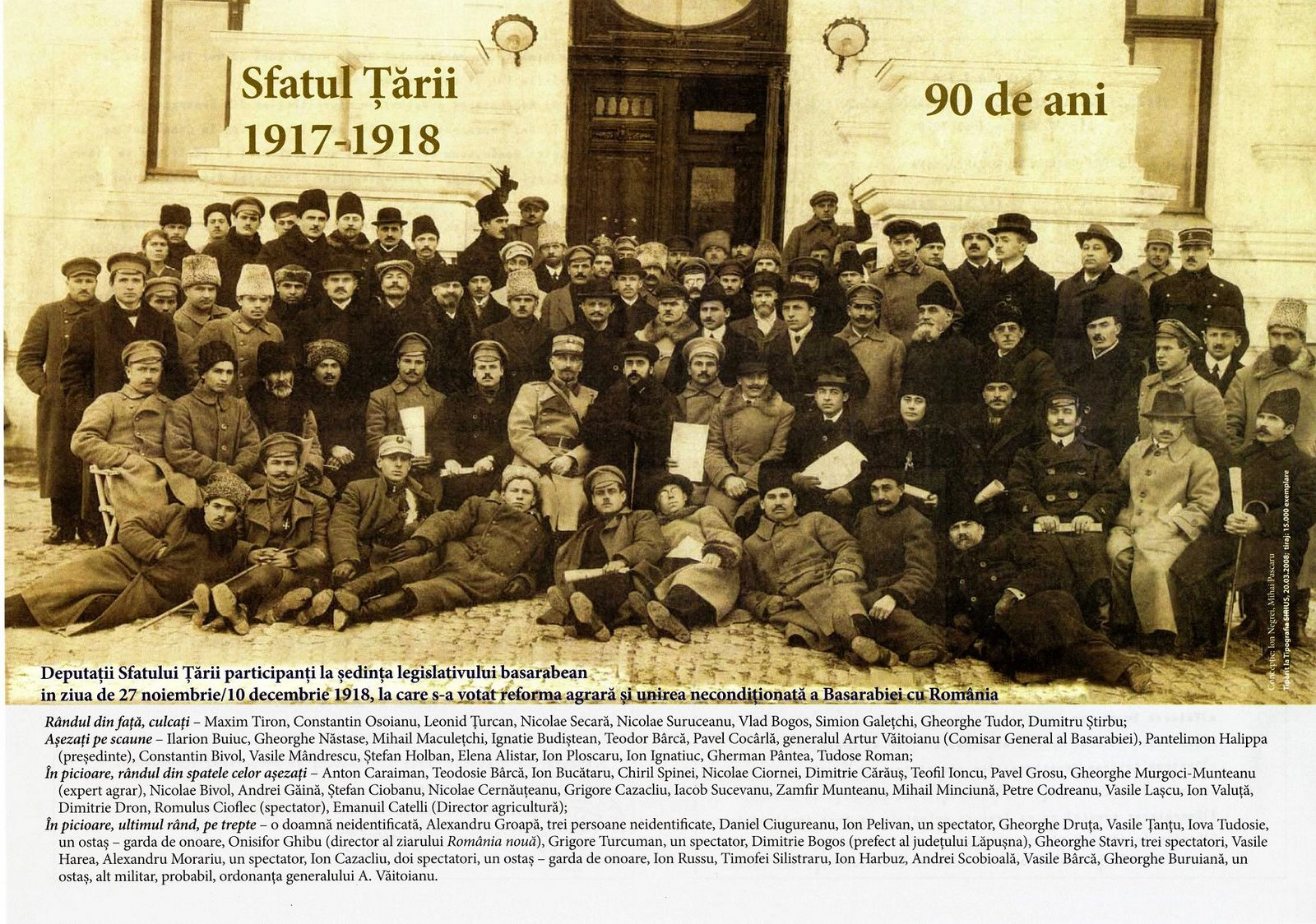
Le Palais Sfatul Țării le 10 décembre 1918 avec Gherman Pântea, Artur Văitoianu, Pantelimon Halippa, Elena Alistar.
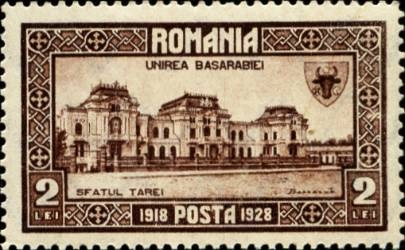
Timbre de 1928
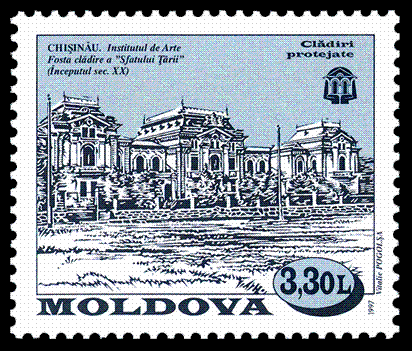
Timbre de 1997
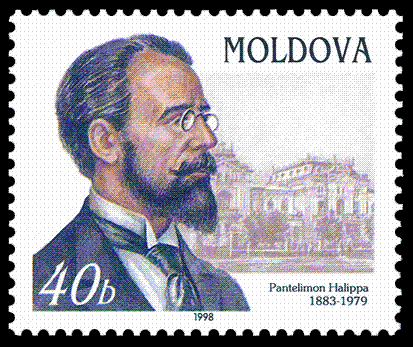
Timbre représentant Pan Halippa et le Palais Sfatul Țării en arrière-plan.
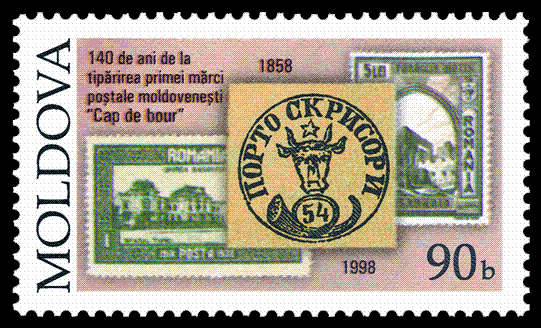
Timbre de 1998
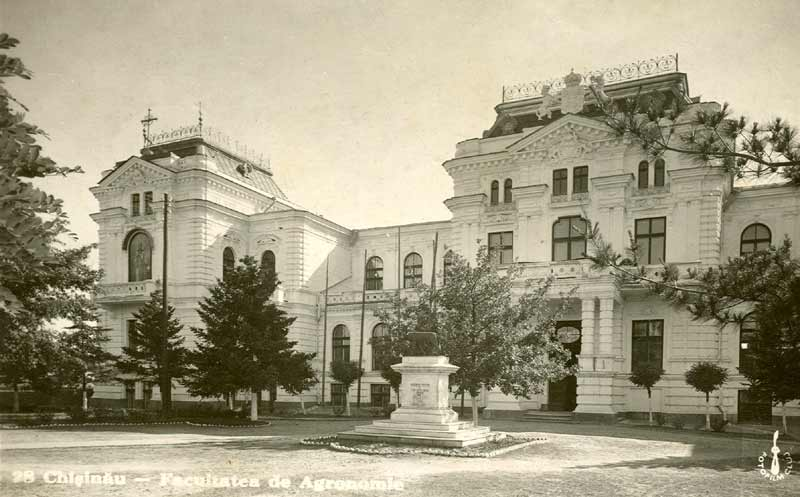
Capitoline Wolf et le Palais Sfatul Țării
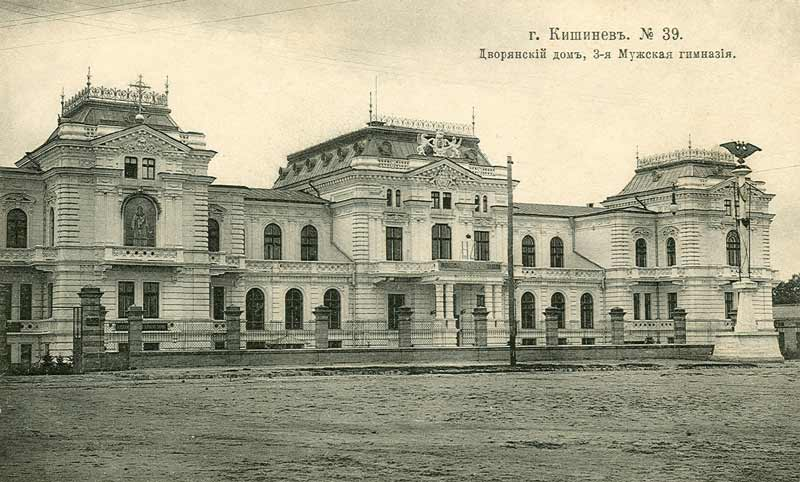
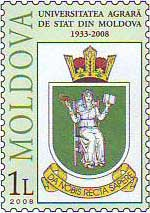
Dans les années 1930, c'était le siège de l'Université d'Etat agricole de Moldavie